# Tüskevár
Tüskevár is een plaats (község) en gemeente in het Hongaarse comitaat Veszprém. Tüskevár telt 570 inwoners (2001).